# Public Investment Fund
Public Investment Fund (zkráceně PIF, arabsky صندوق الاستثمارات العامة‎, česky Veřejný investiční fond) je saúdskoarabský státní investiční fond s hlavním sídlem v Rijádu. V jeho čele stojí korunní princ Muhammad bin Salmán.
Fond byl založen králem Fajsalem 17. srpna 1971. Původně se věnoval investicím do domácího petrochemického průmyslu, od roku 2014 působí také v zahraničí. V rámci vládního programu Vize 2030 mají příjmy z fondu ukončit závislost saúdskoarabské ekonomiky na těžbě ropy. Patří k největším státním fondům na světě, v roce 2023 jeho aktiva činila přes 600 miliard dolarů. Rostoucí význam PIF ve světové ekonomice se stává předmětem kritiky pro jeho netransparentní hospodaření a napojení na represivní režim saúdskoarabské monarchie.
Součástí investičního portfolia PIF jsou společnosti Uber, POSCO, Magic Leap, Nintendo a Electronic Arts. S japonskou skupinou SoftBank Group zřídil společný fond zaměřený na moderní technologie. Podílí se také na výstavbě futuristického města Neom na pobřeží Akabského zálivu. Společně s korporací Foxconn plánuje zahájit v Saúdské Arábii výrobu elektromobilů. V roce 2022 PIF vstoupil do společnosti Credit Suisse.
Fond je většinovým vlastníkem anglického fotbalového klubu Newcastle United FC. Založil také profesionální golfovou tour LIV Golf a uzavřel partnerství s tenisovými organizacemi, Asociací tenisových profesionálů (ATP) a Ženskou tenisovou asociací (WTA). V roce 2024 se zkratka investičního fondu stala součástí oficiálních názvů žebříčků ATP a WTA. V roce 2023 se objevily zprávy, že PIF má v úmyslu koupit World Wrestling Entertainment.